# Boarmia akiba
Boarmia akiba är en fjärilsart som beskrevs av Inoue 1963. Boarmia akiba ingår i släktet Boarmia och familjen mätare. Inga underarter finns listade i Catalogue of Life.